# 맥스 젠킨스
맥스 젠킨스(Max Jenkins, 1985년 3월 13일 ~ )는 미국의 배우, 작가이다.

## 방송
- 미스터리 오브 로라 시즌2
- 미스터리즈 오브 로라
- 그레이 아나토미 시즌1